# Maria Luísa Betioli
Maria Luisa Domingues Betioli, née le 1er septembre 1948 à São Paulo, est une sauteuse en hauteur brésilienne. Elle est sacrée trois fois championne d'Amérique du Sud du saut en hauteur entre 1974 et 1977.

## Biographie
En 1975, elle termine 5e du saut en hauteur et 7e du 100 mètres haies lors des Jeux panaméricains.
Représentant le Brésil aux Jeux olympiques de 1976, elle participe à l'épreuve du saut en hauteur où elle ne dépasse pas le stade des qualifications avec un saut à 1,75 m.
Aux Jeux panaméricains de 1979, elle termine une nouvelle fois 5e du saut en hauteur.
Maria Luisa Betioli remporte trois fois le titre de championne d'Amérique du Sud du saut en hauteur : en 1974, en 1975 et en 1977. En 1975, elle est également titre sur le 100 mètres haies et remporte le bronze en 1974 et 1977. En pentathlon, elle est médaillée de bronze en 1974.